# Мыс Дежнёва
Мыс Дежнёва (эск. Тугнехалха) — мыс и крайняя восточная точка Чукотского полуострова, соответственно, крайняя восточная материковая точка России и всей Евразии.

## География и природные условия
Представляет собой изолированный плосковершинный горный массив высотой до 740 м, круто обрывающийся к морю.
Находится в Беринговом проливе, соединяющем Северный Ледовитый океан (Чукотское море) с Тихим океаном (Берингово море). От мыса Дежнёва до мыса Принца Уэльского (Аляска) — крайней западной материковой точки Северной Америки — 86 км, а до косы, что расположена рядом, меньше 82 км.

### Климат
Восточная часть материка, прилегающая к Ледовитому океану, имеет арктический климат, это усугубляется близостью Северного Полярного круга. Здесь круглый год господствует сухой и холодный арктический воздух. Постоянны низкие температуры, зимой — сильные морозы. Коротким летом на несколько месяцев невысоко поднимается полярное солнце. Оно слабо нагревает поверхность океана и суши.
Зимой температура может доходить до −40°С, летом — до +8.

### Фауна
У Дежнёвых сопок находится моржовое лежбище, а также многочисленные птичьи базары. В прибрежной акватории водятся серые киты, косатки, моржи, тюлени.

## История
Впервые был достигнут русской экспедицией Семёна Дежнёва осенью 1648 года. На берегу Большого Чукотского Носа, который позже и был наименован мысом Дежнёва, путешественники сделали остановку, во время которой побывали у эскимосов на островах пролива. Впервые в истории пройдя Берингов пролив (фактически открыв его) и обогнув Чукотский полуостров, Дежнёв решил важную географическую задачу. Появилось доказательство того, что Америка — самостоятельный континент, а из Европы в Китай можно плавать северными морями вокруг Сибири. Однако из-за отсутствия сведений об этом открытии в европейских странах (материалы походов Дежнёва остались в Якутском остроге) приоритет первооткрывателя достался В. И. Берингу, чьим именем стал называться пролив. До начала XVIII века мыс упоминался как Чукотский Нос, Необходимый Нос. В 1778 году английским мореплавателем Джеймсом Куком этот мыс был нанесён на карту под названием мыс Восточный.
В 1879 году шведский полярный исследователь Норденшёльд впервые проплыл северо-восточным проходом из Атлантического в Тихий океан и также обогнул этот мыс. Он предложил назвать его по имени первооткрывателя — мысом Дежнёва. В канун 250-летия открытия мыса это предложение было принято и по ходатайству Русского географического общества мыс Восточный в 1898 году был переименован в мыс Дежнёва.

## Население
На мысе Дежнёва расположен населённый пункт Уэлен, а также заброшенный посёлок морских китобоев Наукан, который был расформирован в 1958 году в рамках кампании по укрупнению и удалению поселений от американской границы. Перед выселением в Наукане проживало около четырёхсот человек, насчитывалось тринадцать родов. В настоящее время отдельные семьи эскимосов из Наукана проживают в чукотских посёлках Уэлен, Лаврентия и Лорино, а также в эскимосских посёлках Новое Чаплино, Сиреники и Уэлькаль.

## Память

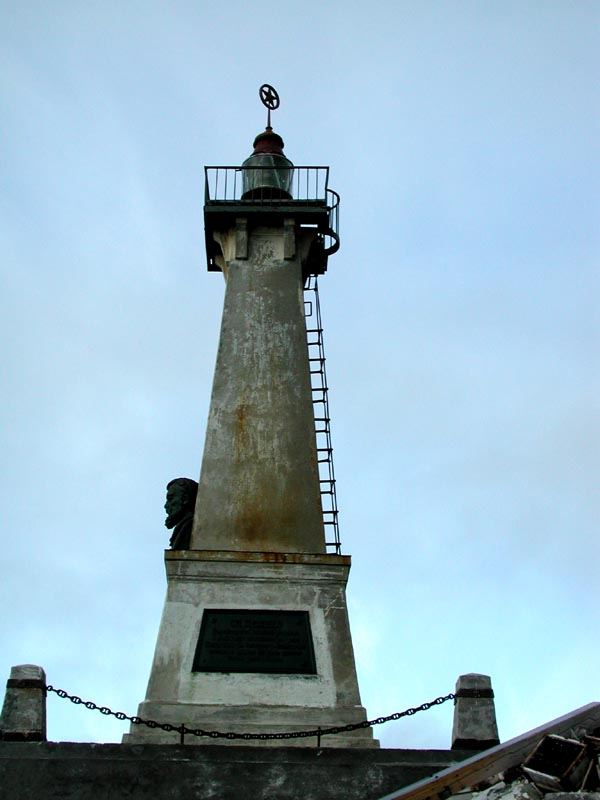
Обелиск С. И. Дежнёву

На мысе расположены маяк-памятник С. И. Дежнёву в виде четырехгранного обелиска, находящегося на высоте около ста метров над уровнем моря. Скульптором бюста является Зинаида Васильевна Баженова. Рядом сохранился старинный деревянный крест. На одной из четырёх сторон памятника, облицованных мраморной крошкой, в небольшой нише воздвигнут бронзовый бюст Дежнёва, под которым находится чугунная доска с текстом: «Семён Иванович Дежнёв. Родился около 1605 г., умер в 1672 г». На боковых гранях надписи на досках рассказывали о продвижении русского морехода с Индигирки до Алазеи, от неё до Колымы, а от Колымы до пролива.

## Археология
В окрестности мыса Дежнёва находится археологический памятник федерального значения Эквен. Этот комплекс состоит из обширного могильника (более 2000 погребений) и поселения времён 1 тысячелетия до н. э. — 1 тысячелетия н. э.

## В массовой культуре
Мыс Дежнёва упоминается в песне «Чукотка», написанной в 1966 году М. Фрадкиным на стихи М. Пляцковского, причём с неправильным ударением (Мыс Де́жнева):
Шум мотора не спугнёт оленя здешнего,

Шапка-пуховик не свалится с куста,

От Москвы рукой подать до мыса Дежнева,

Если эти дороги места.
В романе Побег из Гулага немецкого писателя Йозефа Мартина Бауэра на мысе Дежнёва находится лагерь ГУЛАГа, в котором отбывает свой срок главный герой книги — немецкий военнопленный Клеменс Форель. Оттуда он сбегает в 1949 году и пересекает всю Сибирь и Среднюю Азию, направляясь в Иран. По этой книге в 2001 году был снят художественный фильм «Побег из Гулага». На самом деле на мысе Дежнёва никогда не было лагерей ГУЛАГа.